# San Martín de Semproniana
San Martín de Semproniana (en asturiano y oficialmente: Samartín de Semproniana) es una parroquia perteneciente al concejo de Tineo, Asturias, España. Se sitúa al oeste de la capital del concejo (Parroquia de Tineo), La parroquia tiene una población total de 259 habitantes y el pueblo de 20 en el año 2009. La parroquia está compuesta por los pueblos de San Martín de Semproniana, El fresno de San Martín, Vega de Rey y Gera, con un total de 148 viviendas.